# James Kimbrough Jones

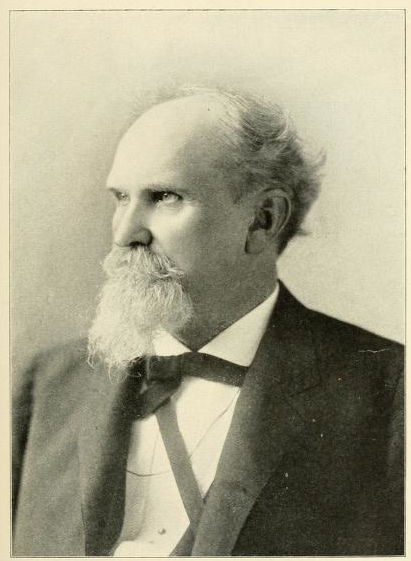
James Kimbrough Jones

James Kimbrough Jones, född 29 september 1839 i Marshall County, Mississippi, död 1 juni 1908 i Washington, D.C., var en amerikansk demokratisk politiker. Han representerade Arkansas 2:a distrikt i USA:s representanthus 1881-1885. Han var därefter ledamot av USA:s senat 1885-1903. Han var ordförande för demokraternas federala partistyrelse Democratic National Committee 1896-1904.
Jones tjänstgjorde i Amerikas konfedererade staters armé i amerikanska inbördeskriget. Han studerade juridik och inledde 1874 sin karriär som advokat i Washington, Arkansas.
Jones blev valdes tre gånger till representanthuset. Tredje gången som han blev vald kandiderade han också till senaten. Därför måste han i februari 1885 lämna in sin avskedsansökan som ledamot av representanthuset för att tillträda som senator. Jones kandiderade till en fjärde mandatperiod i senaten men förlorade i demokraternas primärval mot James Paul Clarke.
Jones grav finns på Rock Creek Cemetery i Washington, D.C.